# Georg Karg (Wirtschaftswissenschaftler)
Georg Karg (* 22. März 1941 in Schreckelberg, Gemeinde Hergatz) ist deutscher Haushaltsökonom.

## Leben
Nach dem Abitur 1961 am Humanistischen Gymnasium Kempten studierte Georg Karg an der TU München, Universität Montpellier und Iowa State University Agrarwissenschaften, Volkswirtschaftslehre und Statistik (1961–1971). Im Jahr 1979 wurde er Professor für Wirtschaftslehre des Haushalts an der Technischen Universität München. Von 1982 bis 1984 war er Direktor und Professor am Institut für Ernährungsökonomie und -soziologie der Bundesforschungsanstalt für Ernährung in Hohenheim.
Er hatte von 1984 bis 2007 den Lehrstuhl für Wirtschaftslehre des Haushalts an der TU München in Weihenstephan inne. Von 1998 bis 2007 war er als Studiendekan federführend an der Umgestaltung des Diplomstudiengangs Ökotrophologie in die grundständigen Bachelor- und Master-Studiengänge Ernährungswissenschaft und die nicht-konsekutiven Master-Studiengänge Consumer Science (2004–2008) und Consumer Affairs (ab 2009) beteiligt.
Von 2002 bis 2005 war er Mitglied im Wissenschaftlichen Beirat des Bundesministeriums für Verbraucherschutz, Ernährung und Landwirtschaft und von 2002 bis 2006 im Wissenschaftlichen Beirat des Life Science Centers der Universität Hohenheim.

## Forschung
Georg Kargs Forschungsarbeiten behandeln folgende Themen:
- Märkte: Erklärung, Prognose und Beeinflussung der Preise ausgewählter Lebensmittel (z. B. Rind- und Schweinefleisch) in den USA und in Deutschland.
- Ernährung: Beschreibung und Erklärung des Ernährungsverhaltens im nationalen und internationalen Kontext; Optimierung der Ernährung; Analyse und Evaluierung von Betrieben der Gemeinschaftsverpflegung unter ökonomischen und ökologischen Kriterien.
- Finanzierung: Beschreibung des Finanzierungsverhaltens privater Haushalte; Optimierung der Finanzierung von selbstgenutztem Wohneigentum.
- Mobilität: Beschreibung und Erklärung des Mobilitätsverhaltens und Evaluierung von Maßnahmen zur Veränderung des Mobilitätsverhaltens.

## Schriften (nach Erscheinungsjahr geordnet)
- mit G. W. Ladd: Econometric and Programming Analyses of the Beef – Pork Marketing Sector. In: Iowa Agricultural Experiment Station Research Bulletin. 577, 1973. Ames, Iowa, S. 657–679.
- Einkommensverteilung und Einkommenselastizität der Nachfrage nach Nahrungsmitteln. In: Agrarwirtschaft. Band 22, Nr. 4, 1973, S. 121–127.
- mit H. Lauenstein: An Econometric Model of the Beef and Pork Market of the Federal Republic of Germany. In: European Review of Agricultural Economics. Band 3, Nr. 4, 1976, S. 523–548.
- Modelle zur Bestimmung einer optimalen menschlichen Ernährung. In: Hauswirtschaft und Wissenschaft. Band 30, Nr. 1, 1982, S. 34–47.
- mit M. Lehmann: Optimale Finanzierung von selbstgenutztem Wohneigentum. In: Hauswirtschaft und Wissenschaft. Band 31, Nr. 2, 1983, S. 88–101, 152–165, 205–225.
- mit B. Bertele: Der effektive Jahreszinssatz von Konsumentenkrediten. In: Hauswirtschaft und Wissenschaft. Band 34, Nr. 6, 1986, S. 21–32.
- mit K. Gedrich, A. Hensel und I. Binder: How Optimal are Computer-Calculated Optimal Diets? In: European Journal of Clinical Nutrition. Band 53, Nr. 4, 1999, S. 309–318.
- Haushalte und Raum. In: Hauswirtschaft und Wissenschaft. Band 51, Nr. 4, 2003, 183–188.
- mit A. F. Glogger und T. W. Zängler: Changing Activity Travel Patterns of Private Households through Telecommuting? In: H. Timmermans (Hrsg.): Progress in Activity Based Analysis. Elsevier, Amsterdam 2005, S. 457–469.
- mit A. F. Glogger und T. W. Zängler: The Impact of Telecommuting on Households’ Travel Behaviour, Expenditures and Emissions. In: Ch. Jensen-Butler, B. Sloth, M. M. Larsen, B. Madsen, O. A. Nielsen (Hrsg.): Road Pricing, the Economy and the Environment. Springer, Berlin / Heidelberg 2008, S. 411–425.